# Uwe Voigt (Philosoph)
Uwe Voigt (* 1. April 1965 in Lichtenfels/Bayern) ist ein deutscher Professor für Philosophie.

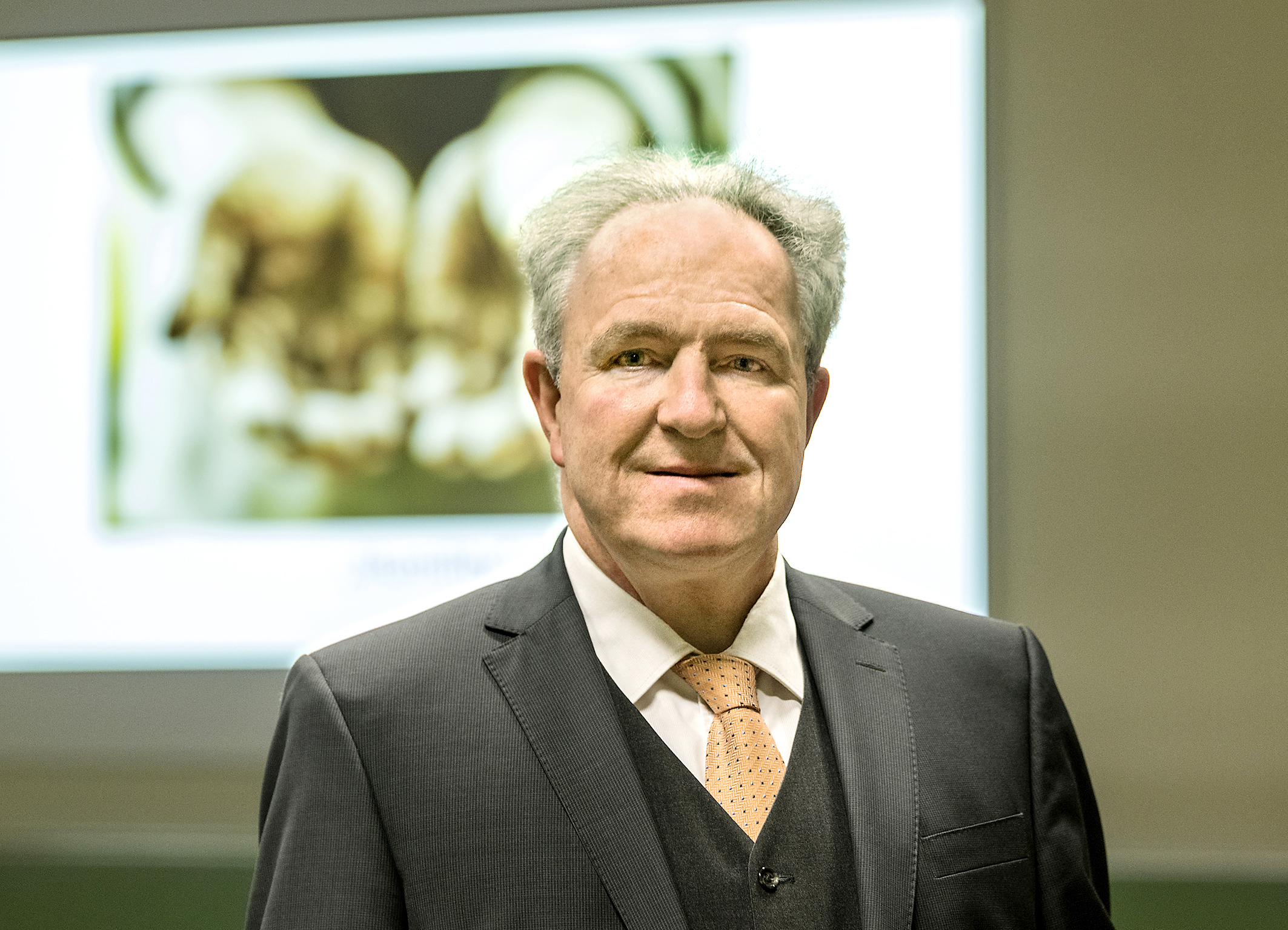
Uwe Voigt (2019)

## Leben
1985 legte Voigt das Abitur am Meranier-Gymnasium Lichtenfels ab. Er studierte als Stipendiat der Bayerischen Begabtenförderung und der Studienstiftung des deutschen Volkes die Fächer Philosophie, Psychologie und katholische Theologie an der Otto-Friedrich-Universität Bamberg (1985 bis 1992) sowie an der Universität Innsbruck (1988/1989). Von 1993 bis 2008 sowie 2010 war Voigt am Lehrstuhl für Philosophie I der Otto-Friedrich-Universität Bamberg als wissenschaftlicher Mitarbeiter und Assistent tätig. Dort promovierte er 1996 mit einer Untersuchung zum Geschichtsverständnis des Johann Amos Comenius sowie einer kommentierten Übersetzung von dessen Schrift Via lucis.
2007 habilitierte sich Voigt in Bamberg mit einer Arbeit über den Seelenbegriff des Aristoteles im Zusammenhang mit der modernen Informationsterminologie. Für seine Dissertation erhielt Voigt den Förderpreis des Universitätsbundes Bamberg; seine Habilitationsschrift wurde mit dem „Hans Löwel“-Habilitationspreis der Otto-Friedrich-Universität Bamberg ausgezeichnet.
Nach verschiedenen Lehrstuhlvertretungen sowie Gastdozenturen im Ausland übernahm Voigt zum Sommersemester 2011 als Nachfolger von Klaus Mainzer den Lehrstuhl Philosophie mit Schwerpunkt analytische Philosophie und Wissenschaftstheorie an der Philosophisch-Sozialwissenschaftlichen Fakultät der Universität Augsburg. 2016 wurde er zusätzlich zum Adjunct Professor am Department of Philosophy der Memorial University of Newfoundland ernannt.
Von Oktober 2013 bis Oktober 2021 war Uwe Voigt Vorsitzender der Deutschen Comenius-Gesellschaft; von Oktober 2021 bis November 2023 war er Zweiter Vorsitzender jener Gesellschaft.
Seit 2023 ist Uwe Voigt Gründungsmitglied der Working Group on Environmental Aesthetics.
Uwe Voigt ist verheiratet und hat eine Tochter.

## Forschung
Das Interesse Voigts gilt einer Reflexion der Interdisziplinarität vor dem Hintergrund bleibender systematischer Aktualität der philosophischen Klassiker sowie Johann Amos Comenius als einem frühzeitigen Vordenker globaler, im interkulturellen Dialog zu verstehender und zu gestaltender Kommunikationsprozesse. Seine aktuellen Forschungsschwerpunkte sind die Frage nach Subjektivität in den Sichtweisen der Phänomenologie und des Panpsychismus, das Problem einer Innenseite des Erdsystems in der Perspektive der Naturphilosophie, der Philosophie des Geistes und der Bildungsphilosophie sowie das Verhältnis von Natur, Sprache und Wissenschaft im Rahmen der Environmental Humanities.

## Veröffentlichungen (Auswahl)
Monographien:
- Das Geschichtsverständnis des Johann Amos Comenius in „Via Lucis“ als kreative Syntheseleistung. Vom Konflikt der Extreme zur Kooperation der Kulturen, Frankfurt am Main 1996, ISBN 978-3-631-30890-5.
- Aristoteles und die Informationsbegriffe. Eine antike Lösung für ein aktuelles Problem? Würzburg 2008, ISBN 3-89913-624-1.
- mit Marion Friedrich und Joachim Rathmann: Ego oder Öko? Narzissmus und ökologische Krise. Ditzingen 2024, ISBN 978-3-15-014499-2.

Herausgeberschaften:
- Johann Amos Comenius: Der Weg des Lichtes / Via lucis. Eingeleitet, übersetzt und kommentiert von Uwe Voigt. Hamburg 1997, ISBN 3-7873-1240-4 (Meiner. Philosophische Bibliothek. Band 484).
- Die Menschenrechte im interkulturellen Dialog. Frankfurt am Main 1998, ISBN 3-631-32979-2.
- mit Michael Jungert u. a.: Interdisziplinarität: Theorie – Praxis – Probleme. Darmstadt 2010, ISBN 3-534-23054-X.
- mit Joachim Bahlcke, Andreas Fritsch: Comenius-Jahrbuch. (seit Band 18/2010).
- Saul Kripke: Referenz und Existenz. Die John-Locke-Vorlesungen. Aus dem Englischen übersetzt von Uwe Voigt. Stuttgart 2014, ISBN 978-3-15-010966-3.
- Saul Kripke: Aufsätze aus „Philosophical Troubles“. Aus dem amerikanischen Englisch übersetzt und herausgegeben von Uwe Voigt. Stuttgart 2017, ISBN 978-3-15-019181-1.
- Gottlob Frege: Über Sinn und Bedeutung. Herausgegeben von Uwe Voigt. Stuttgart 2019. Zweite durchgesehene Auflage ebenda 2021 (Reihe „Great Papers Philosophie“), ISBN 978-3-15-019582-6.
- mit Joachim Rathmann: Natürliche und Künstliche Intelligenz im Anthropozän. Darmstadt 2021, ISBN 978-3-534-40600-5.
- Gottlob Frege: Der Gedanke. Eine logische Untersuchung. Herausgegeben von Uwe Voigt. Ditzingen 2024 (Reihe "Great Papers Philosophie"), ISBN 978-3-15-014565-4.
- Gottlob Frege: Über Begriff und Gegenstand. Sinn und Bedeutung. Der Gedanke und andere Schriften. Herausgegeben von Uwe Voigt. Ditzingen 2025 (Reihe "Reclams Universal-Bibliothek" Nr. 14627), ISBN 978-3-15-014627-9.